# Carlos Andres Clavijo
Carlos Andrés Clavijo Gonzáles (Cali, 20 de marzo de 1978) es un político, Ingeniero industrial, especializado en administración pública y marketing político, magíster en gobierno de la Pontificia Universidad Javeriana, exconcejal de Cali y asesor del contrato de paz en el Valle del Cauca.

## Biografía
Es un emprendedor y analista político nacido en Cali, Valle del Cauca, Colombia, casado con Carolina Gómez. Su primer trabajo fue como repartidor de directorios telefónicos a sus 18 años de edad, seguidamente siendo organizador de eventos en el trabajo social a sus 20. Hijo de un bugueño llamado Arcángel Clavijo y una mujer palmirana llamada Gilma Gonzáles, los dos colombianos con profunda raíz Vallecaucana.

## Vida personal
Sus padres llegaron a Santiago de Cali, debido a la violencia de grupos armados en ese tiempo, junto a su hermano Miguel Ángel Clavijo, recibiéndolos un hogar humilde en la calle 13 con carrera 66 en Cali, su padre Arcángel Clavijo "Chino" como le decían de cariño, sufrió numerosas pérdidas de miembros de su familia a manos del conflicto ideológico y político de la época, asesinando a la mitad de sus familiares. 
Es el segundo hijo de cinco hermanos, cuatro hombres y una mujer. Sus abuelos fueron su motor principal mientras su madre Gilma laboraba en la caja de compensación de Comfandi y su padre Arcángel trabajaba como ingeniero sanitario en las Empresas Municipales de Cali.

## Trayectoria educativa
Estudió en el colegio San Luis Gonzaga en Santiago de Cali, obteniendo el título de bachiller académico con excelencia académica. Años después ingresó a la Universidad de San Buenaventura obteniendo el título de Ingeniería industrial en el 2002. Seguidamente ingresó a realizar una especialización en Administración Pública en la Universidad del Valle obteniendo su título en el año 2005.
Finalmente ingresó a la Pontificia Universidad Javeriana donde obtuvo su Maestría en Gobierno.

## Asesinato de su padre
El 6 de noviembre del 2003 Arcángel Clavijo, representante a la Cámara por el Valle, y sus tres acompañantes, Alex, Óscar y Alba Ruth, salieron del coliseo del pueblo, a eso de las 7 de la noche, donde se estaban llevando a cabo los escrutinios de la pasada contienda electoral, Arcángel le dijo a su escolta y su conductor, que podían ir a descansar, dejándolos por la carrera 66 en Cali.
Arcángel recibió una llamada de una persona indicándole que debía verse urgente con una persona, a lo que él respondió que era mejor al otro día, pero insistieron y aceptó. Acordaron verse en un sitio cerca a la orilla de la carretera, se detuvieron Alba y él entonces en un parador llamado Las Brisas, haciendo espera de la persona que lo había llamado; junto con la muchacha ingresaron al sitio, pidieron una botella de agua y un Red Bull. Minutos después dos hombres, uno de tes morena y otro trigueño, entraron al sitio, se acercaron a la barra, y luego partieron.
Minutos después volvieron al sitio ya en dos vehículos, ingresaron y dejaron los vehículos encendidos en la acera; entraron los dos, sacaron una pistola 9MM después de saludar a Arcángel Clavijo le propinaron trece disparos dejándolo inmediatamente sin vida.

## Obras
En el transcurso de su vida Carlos Andrés ha escrito dos libros, donde narra desde la historia de su niñez, pasando por el asesinato de su padre y finalizando su llegada a la política. Son propios de su autoría, y fueron asentados en la librería Oveja negra.
- La fe de mi padre
- El valor de la esperanza

## Trayectoria política
Carlos Andrés Clavijo fue elegido en dos oportunidades concejal de Cali, llevando el legado de su padre y fomentando la paz en la región en sus tiempos. Actualmente es asesor del contrato paz del Valle del Cauca de la Gobernación del Valle del Cauca.